# Thập Điện Diêm vương

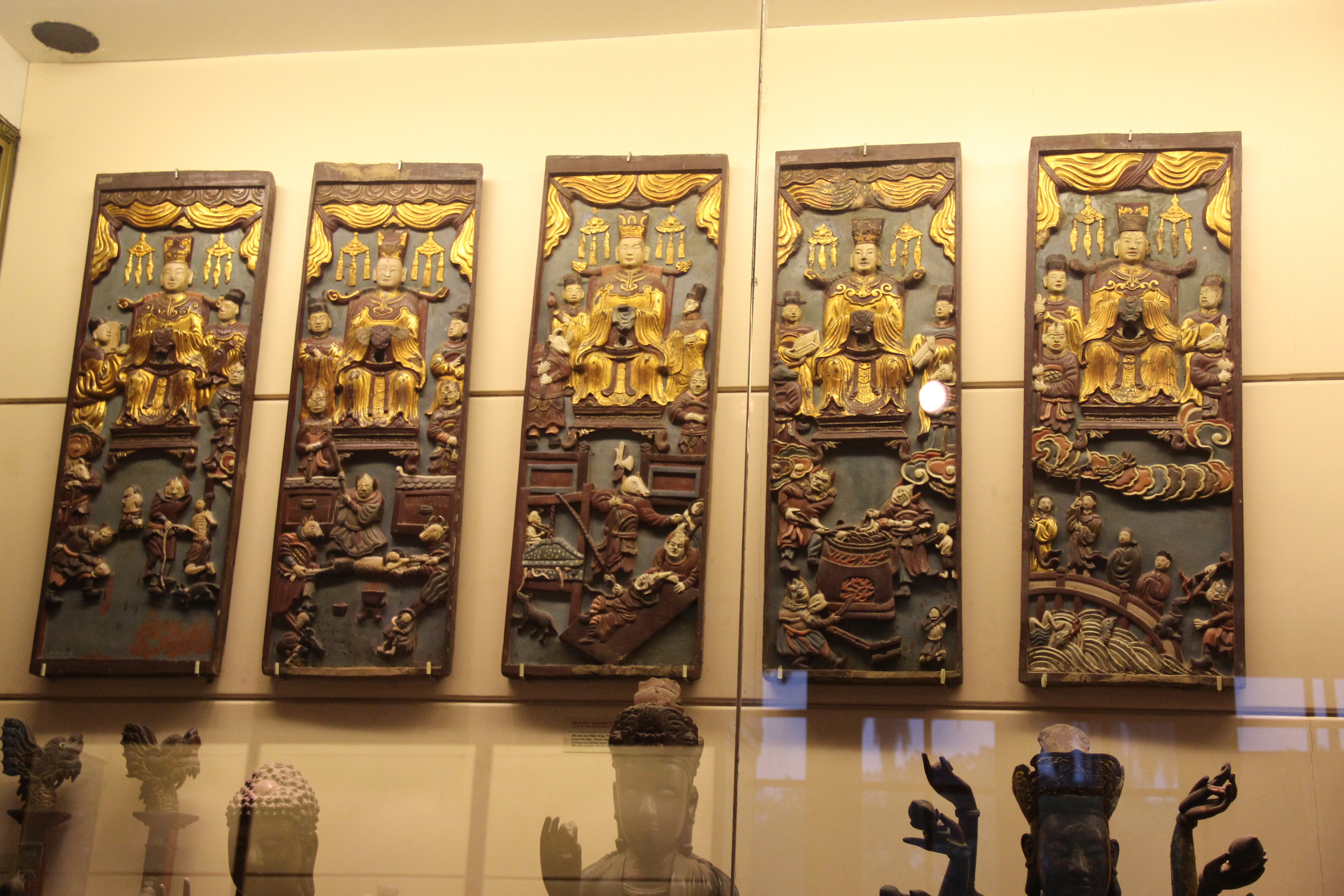
Tranh gỗ khắc 5 trong 10 vị Diêm Vương trong bảo tàng Lịch sử Quốc gia

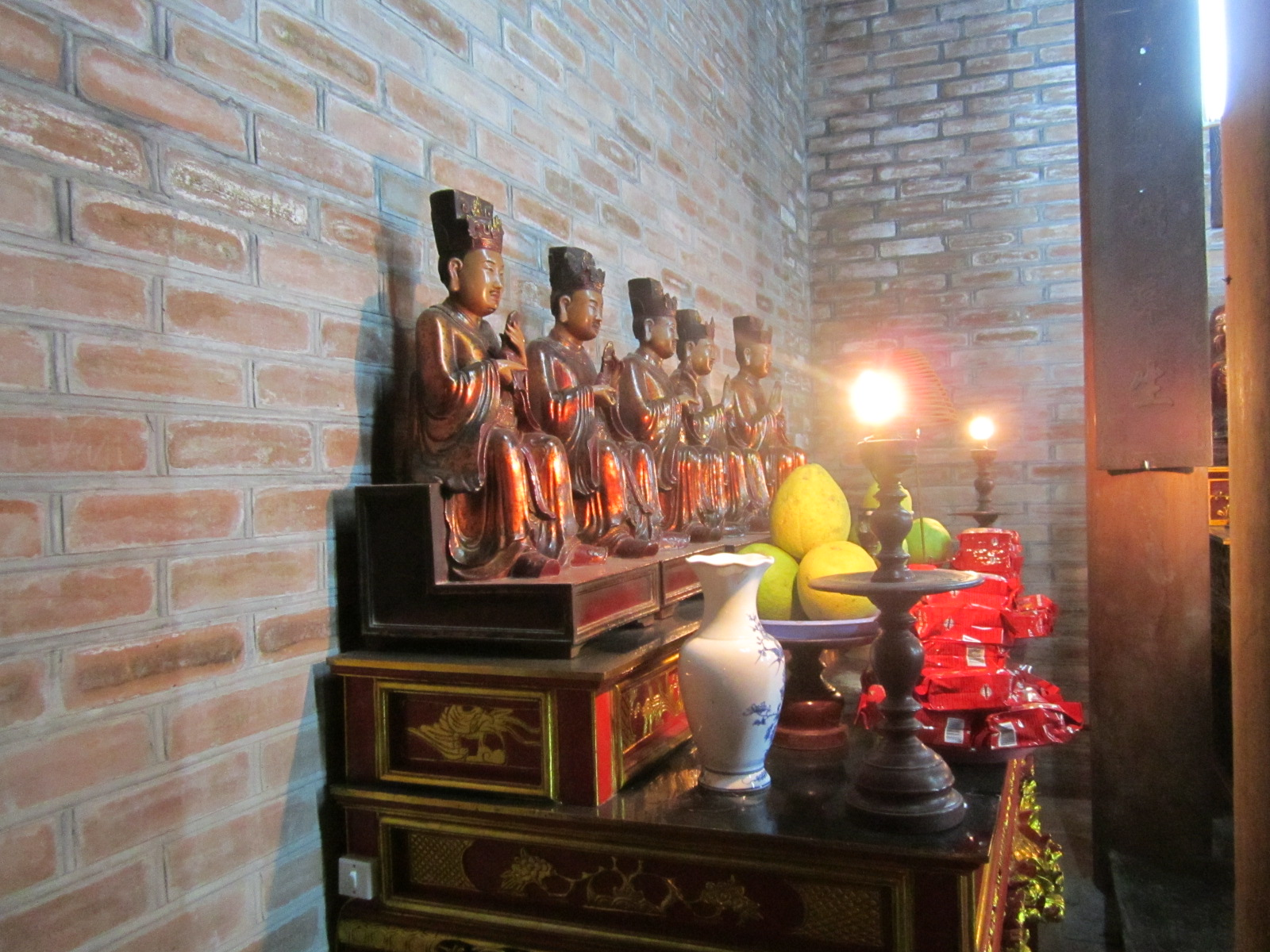
Năm trong 10 Diêm vương ở chùa Bà Đá, Hà Nội

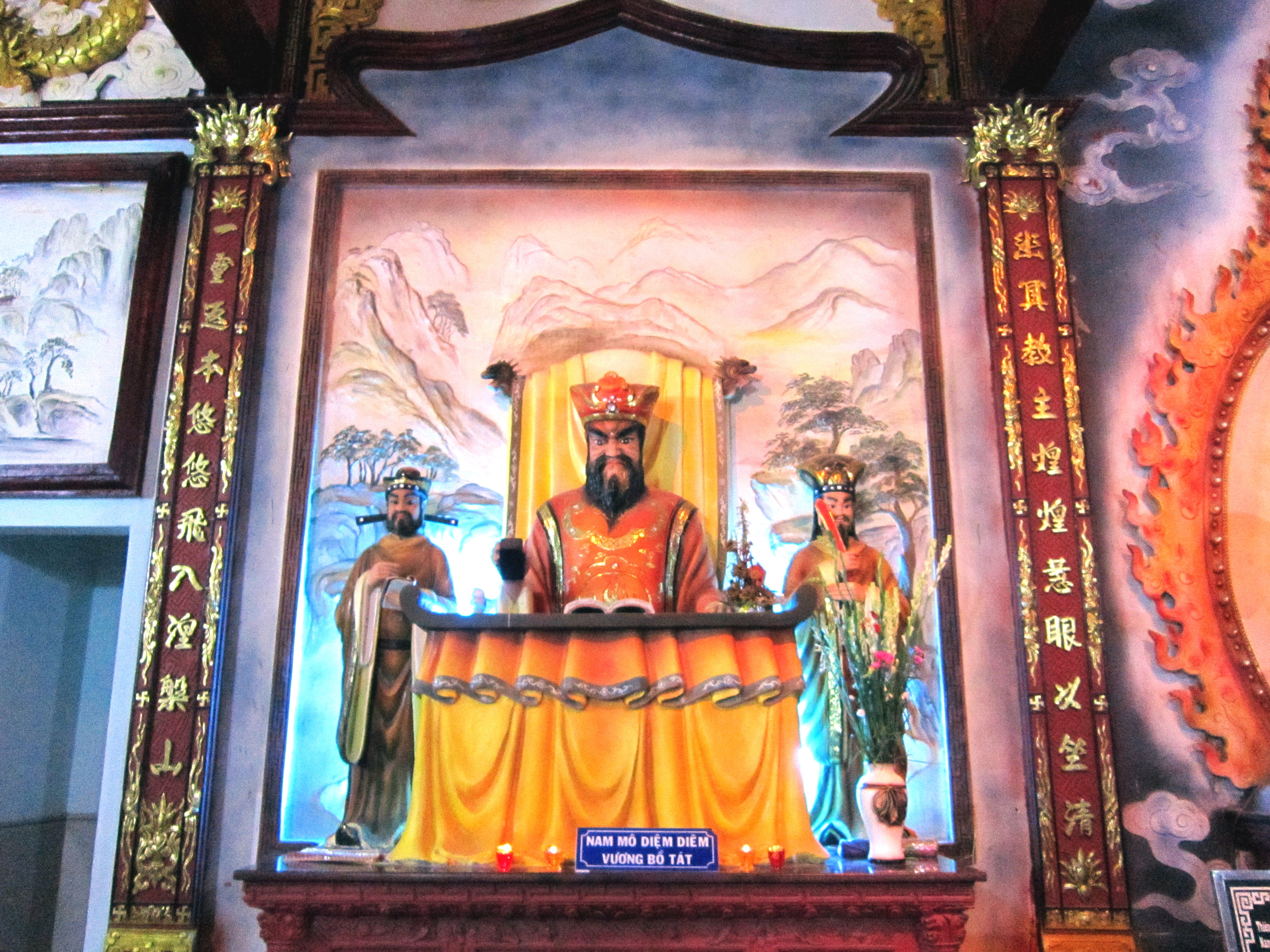
Tượng Diêm Vương trong chùa Quan Âm Phật Đài ở phường Nhà Mát, thành phố Bạc Liêu, tỉnh Bạc Liêu (Việt Nam)

Thập Điện Diêm Vương (十殿閻王) hay Thập Điện Diêm La (十殿閻羅), Thập Điện Minh Vương (十殿冥王) là các vị thần cai quản cõi chết và phán xét con người ở Địa ngục căn cứ vào công hay tội họ đã tạo ra khi còn sống theo tín ngưỡng Á Đông, Đạo Lão và tín ngưỡng dân gian Trung Hoa vào thời nhà Đường mà những chi tiết này nhập vào rồi kết hợp theo.

## Theo quốc gia

### Việt Nam
Tranh và tượng Diêm Vương thường được bố trí trong chùa, thường được xếp thành hai hàng, mỗi bên năm vị ngồi quay hướng vào trục giữa. Chùa Trăm Gian ở Chương Mỹ, Hà Nội thì có bộ tranh khắc nổi có nhiều giá trị lịch sử và mỹ thuật nhưng đã bị trộm lấy mất bốn bức.